# Polygonum papillosum
Polygonum papillosum là một loài thực vật có hoa trong họ Rau răm. Loài này được Hartvig miêu tả khoa học đầu tiên năm 1989.